# Marvel Studios
Marvel Studios, LLC (первоначально известная как Marvel Films с 1993 до 1996 года), также известна как просто Marvel — американская киностудия, располагающаяся в The Walt Disney Studios, Бербанк, штат Калифорния. Является дочерней компанией Walt Disney Studios, которая принадлежит медиаконгломерату The Walt Disney Company. Президентом киностудии является кинопродюсер Кевин Файги. Ранее студия была дочерним предприятием Marvel Entertainment, пока The Walt Disney Company не реорганизовала компании в августе 2015 года.
Посвятив себя производству фильмов, основанных на персонажах Marvel Comics, студия была вовлечена в три серии фильмов о персонажах Marvel, собравшим более одного миллиарда долларов кассовой прибыли в Северной Америке: «Люди Икс», «Человек-паук» и кинематографическая вселенная Marvel. «Люди Икс», «Человек-паук» и другие серии фильмов Marvel лицензируются студиями 20th Century Fox и Sony Pictures соответственно. На данный момент дистрибуцией фильмов Marvel Studios занимается компания Walt Disney Studios Motion Pictures; Paramount Pictures — с 2008 по 2011 год; Universal Studios выпустила фильм «Невероятный Халк»; и Sony Pictures Entertainment выпустили фильм «Человек-паук: Возвращение домой» 6 июля 2017 года.
Marvel Studios выпустила 35 фильмов с 2008 года в рамках кинематографической вселенной Marvel, от «Железного человека» (2008) до «Дэдпул и Росомаха» (2024). Все эти фильмы связывает преемственность друг с другом, а также с короткометражными фильмами «One-Shots», выпущенными этой же студией, и с телесериалами, выпущенными Marvel Television. С 2019 года Marvel Studios начала сама производить сериалы киновселенной для показа на сервисе Disney+, первым из них вышел «Ванда/Вижн» в 2021 году.
В 2019 году компания 20th Century Fox была куплена компанией The Walt Disney Company, благодаря чему Marvel Studios вернула права на часть своих персонажей (Люди Икс, Фантастическая Четвёрка, Росомаха и т. д.), после чего было объявлено, что эти персонажи появятся в ближайшие 5 лет в фильмах киновселенной.

## История

### Эра Timely
Во время так называемой эры Timely Republic Pictures бесплатно получила права на производство сериала о Капитане Америка для рекламы. Timely не смог разработать концепт Капитана Америки со своим щитом, и Republic создала совершенно новый сюжет и выдала персонажу пистолет.

### Инициатива Marvel Entertainment Group
С конца 1970-х и до начала 1990-х годов Marvel Entertainment Group (MEG) продавала студиям права на производство фильмов, основанных на персонажах Marvel Comics. Так, в конце 1970-х были проданы права на Человека-паука, одного из супергероев Marvel, но студии не удалось за отведённое время выпустить фильм, и они вернулись. С 1986 до 1996 года фильмы получили многие известные персонажи, в том числе Фантастическая четвёрка, Люди Икс, Сорвиголова, Халк, Серебряный Сёрфер и Железный человек. Вышедший на экраны в 1986 году фильм Утки Говарда стал кассовым провалом. New World Entertainment приобрела MEG в ноябре 1986 года и перешла к производству фильмов, основанных на персонажах Marvel. На экраны выпустили фильм «Каратель» (1989), прежде чем MEG была продана компании Рональда Перельмана под названием Andrews Group. Были выпущены ещё два фильма: «Капитан Америка» (1990), выпущенный на экранах в Великобритании и прямо на видео в США, и «Фантастическая четвёрка» (1994). Конкурент Marvel DC Comics, с другой стороны, в это время удачно продала права на своих Супермена и Бэтмена, фильмы про которых имели успех у зрителей.

### Marvel Films
После сделки Marvel Entertainment Group (MEG) с ToyBiz в 1993 году Ави Арад из ToyBiz был назначен президентом и генеральным директором подразделения Marvel Films и New World Family Filmworks, Inc., дочерней компании New World Entertainment. New World была бывшей материнской корпорацией MEG, а затем дочерней компанией Andrews Group. Marvel Productions стала New World Animation к 1993 году, когда Marvel запустила Marvel Films, включая Marvel Films Animation. Marvel Films Animation выделила Тома Татарановича с New World Animation в качестве руководителя разработки и производства. New World Animation (Невероятный Халк), Saban (Люди Икс) и Marvel Films Animation (Человек-паук) создали сериалы Marvel для телевидения в 1996—1997. Это была единственная продукция Marvel Films Animation. К концу 1993 года Арад и 20th Century Fox заключили сделку о создании фильма по мотивам Людей Икс.
New World Animation и Marvel Films Animation были проданы Andrews Group вместе с остальной частью New World компании News Corporation, как было объявлено в августе 1996 года. В рамках сделки Marvel передала права на Капитана Америка, Сорвиголову и Серебряного Сёрфера сети Fox Kids Network, продюсером которой является Сабан. New World Animation продолжила продюсировать второй сезон «Невероятного Халка» для UPN.

### Marvel Studios
В августе 1996 года Marvel создала Marvel Studios, объединение Marvel Films, в связи с продажей New World Communications Group, Inc. Подав заявку в Комиссию по ценным бумагам и биржам США для сбора средств для финансирования новой корпорации, Marvel, Zib, Inc. Исаака Перлмуттера и Ави Арад продали акции Toy Biz, которые Marvel запустила и стала публичной в феврале 1995 года. Toy Biz подала предложение о размещении 7,5 млн акций с ценой закрытия в 20,125 долларов в то время, в результате чего стоимость предложения составила примерно 150 млн долларов. Toy Biz стремилась продать 1 миллион акций, а Marvel — 2,5 миллиона акций.
Джерри Калабрезе, президент Marvel Entertainment Group, и Ави Арад, глава Marvel Films и директор Toy Biz, получили тандемный контроль над Marvel Studios. При Калабрезе и Араде Marvel стремилась контролировать подготовку к производству, заказывая сценарии, нанимая режиссёров и отбирая персонажей, предоставляя пакет для съёмок и распространения главному партнёру студии. Арад сказал о цели контроля: «Когда вы входите в бизнес с большой студией, они разрабатывают сотню или 500 проектов; вы полностью теряетесь. Это не работает для нас. Мы просто больше не собираемся делать это.» Marvel Studios заключила семилетний контракт на разработку с 20th Century Fox, чтобы охватить рынки в Соединённых Штатах и за рубежом. В декабре следующего года Marvel Entertainment Group прошла через план реорганизации, включая Marvel Studios, как часть своих стратегических инвестиций. К 1997 году Marvel Studios активно занималась созданием различных фильмов, основанных на персонажах Marvel, включая возможные фильмы Люди Икс (2000), Сорвиголова (2003), Электра (2005) и Фантастическая четвёрка (2005). Среди неосуществлённых проектов были «Принц Нэмор», основанный на персонаже Нэмора, режиссёром которого должен был стать Филип Кауфман, и «Мёртвый подросток», основанный на одноимённом комиксе, написанный Джоном Пейсоном и создателем Морта Ларри Хамой. Marvel вместе с Saban Entertainment для Fox Kids Network разрабатывала мультсериал «Капитан Америка», премьера которого должна была состояться осенью 1998 года. Однако из-за банкротства сериал был отменён после того, как были сделаны только дизайны персонажей и одноминутный рекламный ролик.

### Лицензирование фильмов
Первым фильмом, лицензированным Marvel Studios, был «Блэйд», основанный на комиксах об одноимённом охотнике на вампиров. Режиссёром фильма стал Стивен Норрингтон, в роли Блэйда снялся Уэсли Снайпс. Он был выпущен 21 августа 1998 года и заработал 70 087 718 долларов в США и Канаде и 131 183 530 530 долларов по всему миру.
За «Блэйдом» последовали «Люди Икс», режиссёром которых был Брайан Сингер и которые вышли 14 июля 2000 года. «Люди Икс» заработали 157 299 727 долларов в США и Канаде и 296 250 053 долларов по всему миру. «Блэйд» и «Люди Икс» продемонстрировали, что широко популярные фильмы могут быть сделаны из персонажей комиксов, не знакомых широкой публике.
В преддверии выхода «Людей Икс» Marvel Studios заключила сделку с тогдашней функционирующей Artisan Entertainment, известной по малобюджетному проекту «Ведьма из Блэр: Курсовая с того света», для совместного производства, которое включало права на 15 персонажей Marvel, включая Капитана Америку, Тора, Чёрную пантеру, Железного Кулака и Дэдпула. Artisan должна была финансировать и выпускать, а Marvel должна была разрабатывать лицензии и мерчандайзинг. Полученная производственная библиотека, которая будет включать в себя телесериалы, direct-to-video фильмы и интернет-проекты, будет совместной. К 2001 году успех комиксов Ultimate Marvel создал рычаги в Голливуде для Marvel Studios, подтолкнув к производству большего числа проектов.
Следующим фильмом, лицензированным Marvel Studios, был «Человек-паук» от Columbia Pictures режиссёра Сэм Рэйми, с Тоби Магуайром в главной роли. Фильм вышел 3 мая 2002 года и заработал 403 706 375 долларов в США и Канаде и 821 870 551 долларов по всему миру. Ранний успех «Человека-паука» привёл к тому, что студия выпустила семизначный аванс для продолжения. Арад говорил о сделке: «Фильм делают сиквелы. Поэтому это большая экономическая роскошь — знать, что фильм получит второй и третий. Это приоритетное дело». Согласно анализу Lehman Brothers, студии заработали всего 62 миллиона долларов на первых двух фильмах о Человеке-пауке. Marvel зарабатывала больше из половины лицензионных сборов за потребительские товары, в то же время зарабатывая относительно мало на фильме, но этого было достаточно, чтобы Marvel восстановила свои финансовые основания. В октябре 2002 года Marvel Studios объявила о сделках с Universal Pictures на Sub-Mariner и Prime.
В отличие от оригинальных сюжетных линий фильмов DC Comics о Супермене и Бэтмене, фильмы Marvel часто подчёркивали большую верность своим комиксам, применяя сюжетные линии, сцены, сюжеты и диалоги, взятые из них.
В 2003 году Дэвид Мейзел обратился к Араду с просьбой заработать больше Marvel за свои фильмы. Мейзел, Арад и Перлмуттер встретились, что привело к тому, что Мейзел был нанят президентом и главным операционным директором. Офис студии, в то время находившийся на бульваре Санта-Моники, был небольшим с дюжиной или около того сотрудников. Кевин Файги, позже ставший генеральным директором, в то время был младшим руководителем, производящим заметки к сценариям для лицензированных студий. В январе 2003 года Marvel, Sci-Fi Channel и Reveille Productions согласились разработать два пилотных фильма на основе комиксов о докторе Вуду и Strikeforce: Morituri.
В партнёрстве с Lionsgate в 2004 году Marvel Studios планировала выйти на рынок direct-to-video с восемью мультфильмами с Lionsgate Home Entertainment, занимающейся дистрибуцией. Линия была доказательством концепции для более позднего плана Мейзеля. Эрик Роллман был нанят Marvel в качестве исполнительного вице-президента по домашним развлечениям и телепроизводству Marvel Studios для надзора за сделкой с Lionsgate.

### Производство
В 2004 году Дэвид Мейзел был нанят в качестве главного операционного директора Marvel Studios, поскольку у него был план для студии по самофинансированию фильмов. Marvel вступила в структуру долга без права регресса с Merrill Lynch, которая была обеспечена определёнными правами на фильмы в общей сложности 10 персонажам из огромного хранилища Marvel. Marvel получила 525 миллионов долларов, чтобы снять максимум 10 фильмов на основе собственности компании за восемь лет, согласно параметрам первоначальной сделки. Этими персонажами были: Человек-муравей, Мстители, Чёрная пантера, Капитан Америка, Плащ и Кинжал, Доктор Стрэндж, Соколиный глаз, Ник Фьюри, Power Pack и Шан-Чи. Амбак застраховал фильмы, они будут иметь успех или выплатят проценты по долгу и получат залог прав на фильм.
Первоначально Marvel Studios вела переговоры с Universal Pictures в качестве возможного дистрибьютора, так как Universal в то время владела правами на экранизацию как Халка, так и Нэмора. Переговоры затянулись, и студия начала переговоры с Paramount Pictures. Во втором квартале 2005 года Merrill попытался отказаться от полного финансирования каждого фильма, требуя, чтобы Marvel профинансировала 1/3 бюджета. Marvel вернула права на пять зарубежных территорий у Paramount для предварительной продажи, чтобы удовлетворить этот спрос. 6 сентября 2005 года Marvel объявила о заключении финансовой сделки Merrill Lynch с Paramount в качестве маркетолога и дистрибьютора. Кроме того, материнская компания изменила своё название с Marvel Enterprises, Inc. на Marvel Entertainment, Inc., чтобы отразить переход на собственное производство.
Студия переехала на новое место над дилерским центром Mercedes-Benz в Беверли-Хиллз. Майзель также был назначен заместителем председателя студии, но подчинялся Исааку Перлмуттеру. В октябре 2005 года Майкл Хелфант присоединился к студии в качестве президента и главного операционного директора.
В ноябре 2005 года Marvel получила права на экранизацию «Железного человека» от New Line Cinema. Marvel сообщила, что вернула права на экранизацию Халка у Universal в феврале 2006 года в обмен на передачу Universal прав на распространение фильма Невероятный Халк и право первого отказа забрать права на распространение любой будущей студии Marvel. В апреле 2006 года была объявлена разработка фильма Тор (2011). Впоследствии компания Lions Gate Entertainment отказалась от кинопроекта «Чёрная вдова», который вёлся с 2004 года, вернув права Marvel.
Майзел и Арад спорили из-за количества выпусков фильмов и силы персонажей в фильмах. Перлмуттер поддержал Майзеля, и, таким образом, в мае 2006 года Арад ушёл с поста председателя студии и генерального директора. В марте 2007 года Дэвид Мейзел был назначен председателем, а Кевин Файги был назначен президентом производства, когда начались съёмки Железного человека.
В январе 2008 года была включена компания Marvel Animation, чтобы направлять усилия Marvel на рынках анимации и домашних развлечений, включая затем усилия по анимации с Lionsgate и Nickelodeon. В марте компания согласилась на кабельную раздачу пяти картин с FX для фильмов «Железный человек» и «Невероятный Халк», а названия дополнительных фильмов будут названы позже. В ноябре Marvel Studios подписала договор аренды с Raleigh Studios на размещение её штаб-квартиры и производственных офисов и съёмок следующих четырёх фильмов, представленных студиями, включая «Железного человека 2» и «Тор», на их объектах на Манхэттен-Бич. К сентябрю 2008 года Paramount добавила к своему контракту на распространение фильмов на внутреннем рынке ещё 5 фильмов Marvel за рубежом.
В 2009 году Marvel попыталась нанять команду сценаристов, чтобы они помогли придумать творческие способы запуска своих менее известных персонажей, таких как Чёрная пантера, Кейбл, Железный кулак, Ночной ястреб и Вижен. В начале 2009 года Sony вернула все телевизионные права на Человека-паука в обмен на изменение прав на фильмы.

### Дочерняя компания Disney
31 декабря 2009 года компания The Walt Disney Company приобрела Marvel Entertainment за 4 миллиарда долларов. И Marvel, и Disney заявили, что слияние не повлияет на какие-либо ранее существовавшие сделки с другими киностудиями, хотя Disney заявили, что они будут распространять будущие проекты Marvel со своей собственной студией после истечения срока контрактов.
В апреле 2010 года ходили слухи о том, что Marvel собиралась создать фильмы стоимостью 20-40 миллионов долларов на основе таких персонажей, как «Доктор Стрэндж», Ка-Зар, Люк Кейдж, Dazzler и Power Pack. Кевин Файги ответил, сказав, что хотя бюджеты обычно никогда не обсуждаются на ранних этапах разработки, Marvel рассматривала фильмы для всех персонажей, упомянутых в слухах, за исключением Даззлера, права которого принадлежали Fox.
В июне 2010 года Marvel Entertainment создала телевизионное подразделение в Marvel Studios, возглавляемое Джефом Лёбом в качестве исполнительного вице-президента, под которым будет работать Marvel Animation. 18 октября Walt Disney Studios Motion Pictures приобрела права на распространение «Мстителей» и «Железного человека 3» у Paramount Pictures с сохранением логотипа Paramount и авторских прав на эти фильмы.
22 августа 2011 года по просьбе Дисней, студия уволила большую часть своего маркетингового отдела: Дана Прешес, исполнительный вице-президент по мировому маркетингу; Джеффри Стюарт, вице-президент по мировому маркетингу, и Джоди Миллер, менеджер по международному маркетингу. В апреле 2012 года The Walt Disney Company China, Marvel Studios и DMG Entertainment объявили о соглашении о совместном производстве Железного человека 3 в Китае. DMG частично финансировала, производила в Китае вместе с Marvel и занималась вопросами совместного производства. DMG также распространяла фильм в Китае в тандеме с Disney.
В апреле 2013 года Marvel Studios переместила свои исполнительные производственные офисы из медиа-кампуса Manhattan Beach Studios в The Walt Disney Studios в Бербанке, Калифорния.
2 июля 2013 года Disney приобрела права на распространение фильмов «Железный человек», «Железный человек 2», «Тор» и «Первый мститель» у Paramount. В сентябре 2014 года TNT приобрела права на кабельное телевидение для фильмов «Мстители: Эра Альтрона», «Первый мститель: Противостояние» и трёх других фильмов, которые будут транслироваться в сети через два года после их выхода в кинотеатрах. Ранее фильмы транслировались на FX с 2008 года.

### Дочерняя компания Walt Disney Studios
В августе 2015 года Marvel Studios была переведена в Walt Disney Studios, а Файги подчинялся непосредственно председателю Walt Disney Studios Алану Хорну, а не генеральному директору Marvel Entertainment Исааку Перлмуттеру. Marvel Television и дочерняя компания Marvel Animation остались под контролем Marvel Entertainment и Перлмуттера.
В сентябре 2018 года сообщалось, что Marvel Studios разрабатывает несколько ограниченных сериалов для потокового сервиса Disney +, которые будут сосредоточены на персонажах «второго уровня» из фильмов Кинематографической вселенной Marvel, которые не снимались и вряд ли будут сниматься в своих собственных фильмах. Рассматриваемые персонажи, включали Локи и Алую Ведьму, а актёры, исполнявшие персонажей в фильмах, должны были повторить свои роли в ограниченном сериале. Ожидалось, что каждый сериал будет состоять из шести-восьми эпизодов с «внушительным [бюджетом], не уступающим крупным студийным проектам». Сериал будет производиться Marvel Studios, а не Marvel Television, а Файги будет играть «практическую роль» в разработке каждого сериала.
В октябре 2019 года Файги было присвоено звание главного креативного директора Marvel, и он будет курировать креативное руководство Marvel Television и Marvel Family Entertainment, при этом обе компании вернутся к работе под знаменем Marvel Studios. Двумя месяцами позже Marvel Television была объединена в Marvel Studios, и Marvel Studios контролировала разработку всех производимых сериалов Marvel Television на момент его закрытия. Карим Зрейк, старший вице-президент Marvel Television по текущему программированию и производству, присоединится к Marvel Studios вместе со своей командой, чтобы контролировать производство сериалов Marvel Television, унаследованного Marvel Studios.
В июле 2021 года, в преддверии выхода первого мультсериала студии «Что если…?», исполнительный вице-президент по кинопроизводству Виктория Алонсо отметила, что Marvel Studios создаёт «анимационную ветвь и мини-студию», чтобы сосредоточиться на большем количестве анимационного контента, помимо «Что если…?». Marvel Studios передаст анимацию для своего мультсериала сторонним анимационным студиям, хотя исполнительный директор Брэд Виндербаум указал, что Marvel будет работать с другими студиями Disney Pixar и Walt Disney Animation Studios «при правильных обстоятельствах». В сентябре 2021 года Алонсо была назначена президентом пост-продакшна, визуальных эффектов и анимации.

## Фильмография

### Рыцари Marvel
| Год  | Фильм                      | Производство | Распространение   |
| ---- | -------------------------- | --- | ----------------- |
| 2008 | Каратель: Территория войны | - Marvel Studios - Valhalla Entertainment - MHF Zweite Academy Film - SGF Entertainment Inc.                        | - Lionsgate Films |
| 2012 | Призрачный гонщик 2        | - Marvel Entertainment - Columbia Pictures - Crystal Sky Pictures - Hyde Park Entertainment - Imagenation Abu Dhabi | Columbia Pictures |

### Телевидение

#### Анимация
| Сериал                                         | Премьерный показ       | Производство | Распространение                                                                   | Сеть                              |
| Marvel Films Animation                         | Marvel Films Animation | Marvel Films Animation | Marvel Films Animation                                                            | Marvel Films Animation            |
| ---------------------------------------------- | ---------------------- | --- | --------------------------------------------------------------------------------- | --------------------------------- |
| Человек-паук                                   | 1994-1998              | Marvel Films Animation | New World Entertainment                                                           | Fox Kids                          |
| Marvel Films                                   |                        | |                                                                                   |                                   |
| Люди Икс                                       | 1992-97                | Saban Entertainment / Graz Entertainment / AKOM / Marvel Entertainment Group / Marvel Films                                      | Saban Entertainment                                                               | Fox Kids                          |
| Фантастическая четвёрка                        | 1994-1996              | - Philippine Animation Studios (2 сезон) / Wang Film Productions Co., LTD. (1 сезон) / Marvel Entertainment Group / Marvel Films | Genesis Entertainment (в США) / New World Entertainment (на международном уровне) | The Marvel Action Hour синдикация |
| Железный Человек                               | 1994-1996              | Rainbow Animation Korea / Marvel Entertainment Group / Marvel Films                                                              | Genesis Entertainment (в США) / New World Entertainment (на международном уровне) | The Marvel Action Hour синдикация |
| Невероятный Халк                               | 1996-1997              | New World Animation / Marvel Films                                                                                               | New World Entertainment (1 сезон) / Saban Entertainment (2 сезон)                 | UPN                               |
| Marvel Studios                                 |                        | |                                                                                   |                                   |
| Серебряный Сёрфер                              | 1998                   | Saban Entertainment / Marvel Studios                                                                                             | Saban Entertainment / Marvel Studios                                              | Fox Kids                          |
| Непобедимый Человек-паук                       | 1999-2001              | Saban Entertainment / Marvel Studios                                                                                             | Saban Entertainment / Marvel Studios                                              | Fox Kids                          |
| Мстители. Всегда вместе                        | 1999-2000              | Saban Entertainment / Marvel Studios                                                                                             | Saban Entertainment / Marvel Studios                                              | Fox Kids                          |
| Люди Икс: Эволюция                             | 2000-2003              | Film Roman / Marvel Studios | Warner Bros. Television Distribution / Marvel Entertainment                       | Kids' WB                          |
| Фантастическая четвёрка: Величайшие герои мира | 2006-2007              | Moonscoop / Marvel Entertainment / Marvel Studios                                                                                | MoonScoop Group Cartoon Network                                                   | Cartoon Network                   |
| Росомаха и Люди Икс                            | 2009                   | Toonz Entertainment / Marvel Entertainment / Marvel Studios                                                                      | Lionsgate Television                                                              | Nicktoons                         |
| М.О.Д.О.К.                                     | 2021                   | Marvel Animation / Marvel Studios                                                                                                | Hulu                                                                              | Hulu                              |
| Хит-Манки                                      | 2021                   | Marvel Animation / Marvel Studios                                                                                                | Hulu                                                                              | Hulu                              |
| Marvel Studios Animation                       |                        | |                                                                                   |                                   |
| Что если…?                                     | 2021-н.в.              | Blue Spirit / Squeeze / Flying Bark Productions                                                                                  | Disney Platform Distribution                                                      | Disney+                           |
| Паучок и его удивительные друзья               | 2021-н.в.              | Atomic Cartoons / Marvel Animation (только 1 сезон)                                                                              | Disney–ABC Domestic Television                                                    | Disney Junior                     |
| Я есть Грут                                    | 2022-н.в.              | Marvel Studios / Luma Pictures                                                                                                   | Disney Platform Distribution                                                      | Disney+                           |
| Люди Икс ’97                                   | 2024                   | TBA | Disney Platform Distribution                                                      | Disney+                           |
| Ваш дружелюбный сосед Человек-паук             | 2024                   | TBA | Disney Platform Distribution                                                      | Disney+                           |
| Зомби Marvel                                   | 2024                   | TBA | Disney Platform Distribution                                                      | Disney+                           |
| Очи Ваканды                                    | 2024                   | TBA | Disney Platform Distribution                                                      | Disney+                           |

#### Игровые телесериалы
| Сериал        | Премьерный показ        | Производственные партнёры                                                       | Распространение                           | Сеть       | Примечания                                 |
| ------------- | ----------------------- | ------------------------------------------------------------------------------- | ----------------------------------------- | ---------- | ------------------------------------------ |
| Поколение Икс | 20 февраля 1996 (пилот) | MT2 Services, Inc. / Marvel Films / New World Television Production / Fox Films | New World Entertainment / 20th Television | Fox        | Некупленный пилот                          |
| Мутанты Икс   | 2001-2004               | Fireworks Entertainment / Global Television Network                             | Tribune Entertainment                     | Синдикация | Не основан на комиксах Marvel              |
| Хелстром      | 2020                    | ABC Signature                                                                   | Disney Platform Distribution              | Hulu       | Часть Кинематографической вселенной Marvel |

#### Документалистика
| Сериал                             | Премьерный показ | Распространение              | Сеть    |
| ---------------------------------- | ---------------- | ---------------------------- | ------- |
| Marvel Studios: Расширяя Вселенную | 2019             | Disney Platform Distribution | Disney+ |
| Marvel Studios: Легенды            | 2021-н.в.        | Disney Platform Distribution | Disney+ |
| Marvel Studios: Общий сбор         | 2021-н.в.        | Disney Platform Distribution | Disney+ |
| MPower                             | 2023             | Disney Platform Distribution | Disney+ |

## Ключевые фигуры

### Руководители студии
- Кевин Файги — президент[31]
- Луис Д’Эспозито — сопрезидент[31]

### «Парламент»
Следующие руководители входят в «Парламент Marvel Studios»:
- Стивен Бруссар — руководитель по вопросам производства и разработки проектов[32]
- Эрик Кэрролл — руководитель по вопросам производства и разработки проектов[32]
- Нейт Мур — вице-президент по вопросам производства и разработки[31][33]
- Джонатан Шварц — вице-президент по вопросам производства и разработки[33]
- Трин Трэн — руководитель по вопросам производства и разработки проектов[34]
- Брэд Уиндербаум — глава отдела стриминга, телевидения и анимации[35] (ранее — вице-президент по вопросам производства и разработки[33])

### Группа по вопросам производства и разработки
Ряд других руководителей выступают в качестве ведущих продюсеров фильмов и телесериалов, работая над каждым проектом с момента его создания до его выпуска в составе группы производства и разработки. Некоторые из этих руководителей:
- Сана Аманат — руководитель по вопросам производства и разработки[33]
- Грант Кёртис — руководитель по вопросам производства и разработки проектов
- Брайан Гэй — директор по производству и развитию (бывший исполнительный координатор Файги[33])

### Остальные руководители
- Митчелл Белл, вице-президент по производству[36]
- Рассел Боббитт, управляющий по недвижимости[37]
- Дэвид Дж. Грант, вице-президент по производству[38]
- Райан Мейнердинг — глава отдела визуальных разработок и дизайна персонажей[39][40] (ранее — супервайзер по визуальным разработкам[41])
- Чарльз Ньюирт, частый исполнительный продюсер[42]
- Энди Парк, директор по визуальному развитию и иллюстратор[43][44]
- Джен Андердал, вице-президент по визуальным эффектам и стерео[45]
- Дана Васкес-Эберхардт, вице-президент по анимации[46]

Кроме того, Сара Хэлли Финн выступает кастинг-директором всех фильмов и телесериалов КВМ.

### Бывшие сотрудники
- Виктория Алонсо, бывший президент физического постпроизводства, визуальных эффектов и анимации[48][49] (бывший исполнительный вице-президент по производству и руководитель отдела визуальных эффектов и постпродакшна)[31][48]
- Ави Арад, основатель и бывший председатель и главный исполнительный директор[50][51]
- Брайан Чапек, бывший директор по производству и развитию и креативный директор[52][53][54]
- Джереми Лэтчем, бывший старший вице-президент по производству и развитию[55]
- Дэвид Мейзел, бывший председатель, а до этого вице-председатель, президент и главный операционный директор[16][50][51]
- Карим Зрейк, бывший старший вице-президент по оригинальному программированию и производству в Marvel Television Studios[56]